# 克里韋茨 (伊萬諾-弗蘭科夫斯克區)
克里韋茨（烏克蘭語：Кривець）是烏克蘭的村落，位於該國西部伊萬諾-弗蘭科夫斯克州，由伊萬諾-弗蘭科夫斯克區負責管轄，始建於1989年，面積15平方公里，2001年人口1,817，人口密度每平方公里121.1人。